# Морис Гамлен
Морис Гистав Гамлен (фр. Maurice Gamelin; 20. септембар 1872 — 18. април 1958) је био француски генерал. Гамлен је остао упамћен по неуспешном командовању француском одбраном (које је трајало до 17. маја 1940), током битке за Француску (10. мај – 22. јун 1940), за време Другог светског рата, као и по страственом залагању за републиканске вредности.
Главнокомандујући француских снага у Другом светском рату, Гамлен је сматран за човека са завидним интелектуалним способностима. Био је поштован чак и у Немачкој, због своје интелигенције и "суптилног интелекта", иако су га неки немачки генерали сматрали крутим и предвидивим. Упркос томе, као и упркос његовој беспрекорној служби у Првом светском рату, његово командовање француским армијама током преломних дана у мају 1940. године било је катастрофално. Историчар и новинар Вилијем Л. Ширер изнео је став по којем је Гамлен користио методе из Првог светског рата за борбу у Другом светском рату, али са много мање полета и са успореним реакцијама.
Гамлен се истакао у служби под Жозефом Жофром (1852—1931) током Првог светског рата. Често су му приписивали заслуге за израду плана француског контра-напада 1914. године, који је довео до победе у првој бици на Марни. Године 1933. Гамлен је постављен за главнокомандујућег француске војске. Са ове позиције надзирао је процес модернизације и моторизације војске као и завршне радове на изградњи Мажино линије.
Едуард Даладије подржавао је Гамлена током његове каријере због његовог одбијања да допусти да политика утиче на војне планове као и због његове посвећености републиканском моделу владавине – позиција која се није могла сматрати безначајном уколико се има у виду да су у то време комунисти на левици и ројалисти и фашисти на десници, отворено заговарали промену власти у Француској.

## Детињство, младост и школовање
Гамленов отац Зефирин борио се у бици код Солферина 1859. године. Већ у раној младости Гамлен је показао потенцијал за војника, одрастајући у генерацији која је стремила да се освети Немачкој због анексије Алзаса и Лорене, након завршетка Француско-пруског рата.
Гамлен је, 31. октобра 1891. год. уписао војну академију у Сен-Сиру. Дипломирао је 1893. год. као први у класи.
Прва јединица у којој је служио био је 3. пук француских стрелаца који је био стациониран у Тунису. Затим је ступио у топографску бригаду. Када се вратио у Париз 1897. год. Гамлен је уписао престижну Високу школу рата (Ecole Superieure de Guerre), коју је завршио као други у класи од око осамдесет најбољих будућих официра Француске војске. Шарл Ланрезак, тада заменик команданта Високе школе рата који ће почетак Другог светског рата дочекати у чину генерала, окарактерисао је Гамлена као интелигентног, култивисаног и предузимљивог младог официра, коме је било суђено да у будућности обавља неку високу функцију. Гамлен је придодат штабу 15. армијског корпуса, где му је 1904. год. поверена команда над 15. батаљоном алпских стрелаца (Chasseurs Alpins).
1906. год. објавио је дело "Филозофска студија уметности ратовања" коју су критичари поздравили предвиђајући му лепу будућност, а затим је постао ађутант франуског генерала Жозефа Жофра, будућег маршала Француске, док је командовао француском војском за време Првог светског рата. На ову позицију постављен је уз подршку Фердинанда Фоша (такође будућег маршала Француске, који је предводио француске снаге до победе на Западном фронту 1918. год.). Ове везе омогућиле су Гамлену да акумулира солидно знање у области стратегије и тактичког ратовања. 1911. год. Гамлену је поверена команда над 11. батаљоном алпских стрелаца у Анесију.

## Први светски рат
У марту 1914. год. прекомандован је у штаб генерала Жофра. На почетку Првог светског рата, Гамлен је учествовао у изради плана који је довео до француске победе у првој бици на реци Марни. Унапређен је у потпуковника и борио се у Алзасу на реци Линге и касније на реци Соми. Постао је пуковник у априлу 1916. год., а захваљујући добрим резултатима на терену, за мање од осам месеци унапређен је у чин бригадног генерала. Командовао је 11. пешадијском дивизијом од априла 1917. године, па све до краја Првог светског рата. У области Нион демонстрирао је префињене тактичке способности освајајући територију без непотребних људских жртава (што је било веома нетипично за високе француске официре у Првом светском рату).

## Између два светска рата
У периоду од 1919. до 1924. године Гамлен је био шеф војне мисије у Бразилу. Затим је преузео команду над француским трупама у Леванту, данашњој Сирији и Либану. Командовао је 30. војним дистриктом у Нансију у Француској, од 1919. до 1931. године, када је постављен за начелника генералштаба француске војске. Вршио је припреме француске војске пред Други светски рат упркос драстичном смањењу финансијских средстава и изостанку политичке реакције на поновно наоружавање Немачке, касније Трећег рајха, које је интензивирано након престанка савезничке окупације Рајнске области и његове поновне милитаризације. На почетку Другог светског рата, у септембру 1939. године Гамлен је сматран за једног од најбољих војних команданата у Европи и био је уважен чак и међу високим официрима немачког Вермахта.

## Други светски рат

### Припреме и Лажни рат
У тренутку када је почео Други светски рат, 1. септембра 1939. год. Гамлен се налазио на положају врховног команданта француске војске.
Након што је рат почео, Гамлен је предао француској влади план који је предвиђао офанзиву француске војске против нацистичке Немачке, са правцима наступања преко територија Белгије и Холандије. Међутим, Белгија и Холандија прогласиле су нетралност и нису желеле да учине ништа што би је компромитовало због чега је Гамленов план пропао из политичких разлога. У тренутку када је Гамлен предложио овај план, француска војска је скоро у потпуности завршила мобилизацију. Гамлен је на дан 10. септембра, на западном фронту располагао са 60 дивизија наспрам 11 немачких, са шест пута више топова од Немаца, са 3286 тенкова наспрам 0 немачких и са око 1.600 францусих и британских авиона док Немци у том тренутку нису имали ниједан авион на својој западној граници. Према немачком генералу Зигфриду Вестфалу који је био штабски официр на западном фронту, да је Француска напала Немачку у септембру 1939. године, Немачка не би била у стању да пружа отпор дуже од једне до две недеље.
Током Лажног рата, француска војска није била превише активна, осим током Сарске офанзиве када је неколико француских дивизија прешло немачку границу и продрло 8 km у дубину немачке територије. Француске дивизије зауставиле су се чак и пре него што су стигле до незавршене Зигфридове линије. Гамлен је наредио повлачење француских јединицама иза Мажино линије, али тек након што је известио француског савезника Пољску да су његове јединице пробиле Зигфридову линију и да је помоћ на путу. Гамленова дугорочна стратегија за циљ је имала пренаоружавање француске војске и нагомилавање француских и британских трупа док се непостигне паритет у бројевима у односу на Вермахт, па макар то значило да ће прве ратне операције бити могуће тек у 1941. години. Забранио је бомбардовање из ваздуха индустријске области Рур у Немачкој, како би избегао немачку одмазду.
Гамленова визија одбране Француске заснивала се на статичној одбрани дуж француско-немачке границе, која је била утврђена Мажино линијом. Међутим, Мажино линија је била само 87 km дугачка и није се простирала дуж границе са Белгијом. Зима 1939-1940., која је била једна од најхладнијих зима у 20 веку, успорила је радове на продужетку Мажино линије дуж белгијске границе, а ни сами радови на овој деоници нису били истог квалитета као већ изведени радови. Гамлен је, као и већина високих француских команданата, сматрао Ардене непробојним и одлучио је да их брани са само десет дивизија из резервног састава. Гамлен је заузео овакав став упркос чињеници да је био упознат са резултатима маневара одржаних 1938. године, којима је командовао француски генерал Претелат и који су за сценарио имали замишљени непријатељски напад кроз Ардене. Маневри су се завршили катастрофалним поразом бранилаца, због чега резултати маневара нису објављени како не би нарушили морал војске. У марту 1940. године, члан француског парламента упозорио је Гамлена да су одбрамбени положаји код Седану у лошем стању, али је мало учињено да се то стање поправи. Највећи део француске војске налазио се на граници са Белгијом. Према немачком генералу оклопних снага Хасу фон Мајнтофелу, Француска је имала боље тенкове и у већем броју али је одлучила да их распореди за подршку пешадијским дивизијама, а не да их концентрише у оклопне бригаде и дивизије.
Дефанзивни карактер Мажино линије није био у сагласности са Гамленовим ставовима. Он је предност дао агресивном наступању ка Белгији и Холандији како би се немачке снаге пресреле пре него што ступе на француску територију. Ова стратегија, познатија као план Д (улазак савезничких снага у Белгију и заузимање положаја на реци Дил), уклапала се у белгијске одбрамбене планове као и у планове Британског експедиционог корпуса. Гамлен је за реализацију овог плана ангажовао највећи део моторизованих јединица француске војске и целокупан Британски експедициони корпус. Овакав потез значио је и да ће француске јединице напустити одбрамбене положаје у северној Француској који су припремани годину дана како би ступиле у битку на напознатој белгијској одбрамбеној линији.
Упркос извештајима о гомилању немачких снага и информацији о тачном датуму немачког напада, Гамлен није чинио ништа тврдећи да "ишчекује догађаје". Занимљиво је да Гамлен, у свом штабу у Венсансу, у источном предграђу Париза, није имао ни један радио уређај, већ се веза са потчињеним штабовима одржавала путем телефона или курира на моторима. У завршној фази битке за Француску, француска врховна команда биће принуђена да везу са својим јединицама у окружењу код Денкерка успоставља преко Лондона. Такође, врховни командант француске војске није имао контролу над Француским ратним ваздухопловством. Начелник генералштаба Француског ратног ваздухопловства генерал Жозеф Вулеман (Joseph Vuillemin) био је непосредно потчињен француском Министарству одбране.
Када су Немци напали, Гамлен је инсистирао да 40 његових најбољих дивизија, укључујући и Британски експедициони корпус отпочну наступање на североисточном правцу, а у складу са планом Д.

### Битка за Француску
Током првих неколико дана битке за Белгију, велики број савезнички авиона уништен је на земљи. Савезнички напади из ваздуха, на дан 10. маја били су значајно ограничени Гамленовим наређењем да се не смеју бомбардовати рејони масирања немачких трупа. Гамлен је био престрављен могућношћу немачког узвратног бомбардовања у знак одмазде. Касније је дозволио нападе на немачке колоне, а као секундарни циљеви одређени су немачки аеродроми, али рејони масирања немачких трупа и даље нису смели да буду бомбардовани.
Преостале ваздушне снаге употребљене су за подршку француском наступању, уместо да нападају колоне које су снабдевале немачке јединице чији поредак је на правцу пробоја био развучен у дужини од 150 km. Услед брзог продора немачких оклопних јединица, настала је опасност од опкољавања британских и француских јединица због чега је наређено да се оне повуку са белгијске територије. Међутим, ово повлачење није изведено довољно брзо да би се спречило њихово опкољавање.
Лево крило немачког поретка које је нападало на јужном правцу успело је да форсира реку Мезу у краћем року од планираног, захваљујући подршци из ваздуха. Иако је француска војска уништила највећи број прелаза преко реке Мезе, немачке снаге су 13. маја успешно форсирале Мезу код Седана, а 14. маја код Динана. У међувремену француској артиљерији наређено је да ограничи своја дејства како не би остала без муниције. На овом сектору фронта немачки генерал-пуковник Хајнц Гудеријан није послушао наређења својих претпостављених и наставио је са наступањем. Гамлен је повукао снаге са овог подручја како би ојачао одбрану Париза, сматрајући да је Париз, а не обала, главни циљ наступања немачких јединица.
У уверењу да је лоше стање на фронту последица издаје, а не његовог лошег команодовања, Гамлен је сменио двадесет фронтовских команданата.
Даље на северу, генерал-мајор Ервин Ромел такође је наступао великом брзином, упркос наређењима претпостављених. Његове јединице избиле су на обалу Ламанша, западно од положаја Британског експедиционог корпуса, због чега су се британске јединице и делови француских и белгијских јединица нашле опкољене у близини Денкерка и Араса. Приликом наступања и повлачења из Белгије, савезничке јединице оставиле су за собом значајан број тенкова и оклопних возила, најчешће услед механичких кварова. Због тога Французи и Британци више нису били у могућности да изврше тенковски контранапад и да се пробију из окружења. Брзина немачког наступања, потпуна превласт у ваздуху, неспособност Француса и Британаца да предузму контранапад и сумња у издају отежали су положај савезничких јединица у тој мери да су Британци одлучили да напусте борбу на контитенту. Током поморске евакуације из Денкерка у Велику Британију, преко Енглеског канала пребачено је 338.226 војника (укључујући 120.000 француских војника).
Холандија се предала након пет дана од почетка напада, Белгија након 18 дана, а Француска је за наставак борбе располагала само са разбијеним остацима некадашњих армија. Гамлена је 18. маја 1940. године сменио Пол Рено, који је у марту, на месту премијера заменио Едуарда Даладијеа. Гамлена који је у тренутку смене имао 68 година заменио је Максим Веган који је имао 73 године. Пол Рено је Гамлена окарактерисао следећи речима: "Можда би он био добар за префекта или бискупа, али не и за вођу људи".

### Након пада Француске
За време Вишијевске Француске, Гамлен је ухапшен и безуспешно му је суђено за издају заједно са другим кључним политичким и војним личностима треће републике као што су Едуард Даладије, Ги ла Шамбр, Леон Блум и Роберт Жакомет. Током суђења Гамлен је одбио да одговара на оптужбе против њега изабравши да се брани ђутањем. Вишијевски режим га је заточио у тврђаву Порталет на Пиринејима, а Немци су га касније депортовали у замак Итер у Северном Тиролу. Ослобођен је након битке за замак Итер. Након рата објавио је своје мемоаре.
Умро је у Паризу, априла 1958. године у 85 години живота.